# Alice Guy Blaché
Alice Guy-Blaché (Saint-Mandé, 1 de julho de 1873 — Wayne, 24 de março de 1968) foi uma pioneira no cinema francês. É comumente reverenciada como a primeira cineasta e roteirista de filmes ficcionais, vista como uma visionária no uso do cronofone de Gaumont para a sincronização de som, colorização, elenco interracial e uso de efeitos especiais. Alice dirigiu  mais de mil filmes durante vinte anos de carreira, administrou seu próprio estúdio e serviu de inspiração para vários artistas, como Alfred Hitchcock e Barbra Streisand.

## Vida pessoal
Alice nasceu em Saint-Mandé, em 1873. Seu pai, Emile Guy, era dono de uma rede de livrarias e de uma editora no Chile e sua mãe era Marie Clotilde Franceline Aubert. O casal mudou-se para Santiago, no Chile, logo após o casamento. Em uma viagem de vários meses a Saint-Mandé, nasceu Alice. Seu pai retornou ao Chile logo após o nascimento de Alice, com sua mãe seguindo-o pouco depois. Alice ficou com os avós em Carouge, na Suíça, até os quatro anos de idade. Ela então foi enviada ao Chile para morar com os pais, onde aprendeu a falar espanhol com a governanta da casa, Conchita.
Aos 6 anos, Alice foi mandada para a França para estudar no Colégio do Sagrado Coração, na fronteira com a Suíça, junto de seus irmãos. Na época, o sentimento comum entre os franceses era que as escolas jesuítas eram as únicas que forneciam educação de qualidade. Mas seu pai decretou falência, obrigando que Alice e os irmãos tivessem que ir para uma escola mais barata. Pouco depois disso, seu irmão mais velho morreu, aos dezessete anos. Seu pai viria a morrer em 1893, desgastado pelas condições financeiras e de saúde.
Após a morte de seu pai, Alice treinou como estenógrafa e datilógrafa, campos novos na época, para poder sustentar à mãe e a si mesma. Ela conseguiu seu primeiro emprego em uma fábrica de verniz. Um ano depois, em 1894, começou a trabalhar com Léon Gaumont na Comptoir général de la photographie.

## O trabalho com Gaumont
Em 1894, Alice foi contratada por Gaumont para trabalhar na empresa de fotografia como secretária. A empresa logo ruiria, mas Gaumont comprou o inventário e começou sua própria empresa, que logo se tornaria uma potência pioneira na indústria de cinema da França. Alice decidiu continuar com Gaumont em sua empresa nova, a "Gaumont Film Company", decisão que a levaria a se tornar pioneira.
Logo, Alice veria como era o trabalho com filmagens e começou a aprender o negócio com clientes e funcionários. Assim, ela também conheceria Georges Demenÿ e os irmãos Auguste e Louis Lumière. Em 22 de março de 1895, Alice e Gaumont foram à exibição surpresa dos Lumière, onde eles demonstraram o uso de um projetor de filme, um desafio que tanto Gaumont, como Thomas Edison e os Lumière vinham tentando solucionar. Eles exibiram um dos primeiros filmes já feitos, La Sortie de l'usine Lumière à Lyon, que consistia em uma cena mostrando trabalhadores no estúdio dos irmãos, em Lion.
Alice logo percebeu o potencial dos filmes. Ela acreditava que filmagens não deveriam servir apenas para propósitos científicos ou com o objetivo de vender câmeras, mas que era possível incorporar elementos ficcionais em filmes. Ela perguntou então a Gaumont se teria a permissão de fazer seu próprio filme em seu tempo livre e ele permitiu, que não se sabe ao certo quando foi feito. Alguns fatores foram importantes para a permissão de Gaumont: ele sabia que Alice era uma ótima profissional, o potencial comercial imprevisto do filme e a fraca compreensão de Gaumont sobre o verdadeiro potencial da narrativa visual levaram a esse "sim" e à prolífica carreira de Alice.
O primeiro filme de Alice, a primeira produção no mundo com uma narrativa cinematográfica, chama-se La Fée aux choux (A Fada do Repolho) e foi feito provavelmente em 1896, baseado em um antigo conto francês. A produção provou a Gaumont a visão pioneira e criatividade de Alice. De 1896 a 1906, ela foi chefe de produção do estúdio de Gaumont e provavelmente a única mulher diretora de cinema neste período. Seus primeiros filmes tinham temas e características semelhantes aos colegas Lumière e Méliès. Fazia filmes de viagens, de shows de dança, às vezes combinando os dois temas, tendo filmado na Espanha os filmes Le Bolero (1905) e Tango (1905).
Em 1906, ela filmou The Life of Christ, uma grande produção para a época, com trezentos figurantes. Foi pioneira no uso de gravações de áudio junto das imagens na tela, utilizando o cronofone de Gaumont. Também aplicou os primeiros efeitos especiais, usando dupla exposição da película, técnicas de máscara e até rodando o filme ao contrário.

## Solax Company

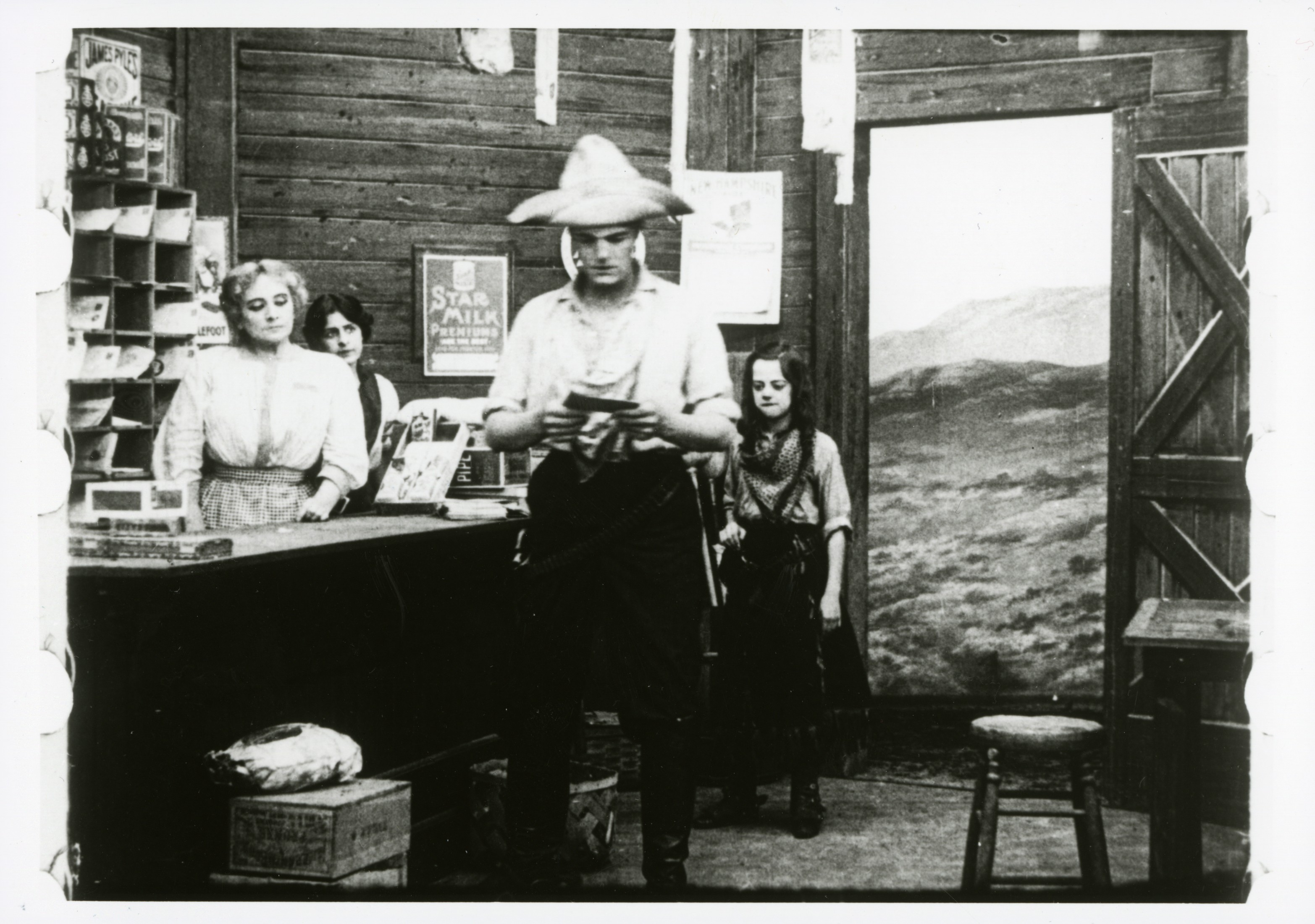
Two Little Rangers (1912).

Em 1907, Alice casou-se com Herbert Blaché, logo encarregado de produção nas operações de Gaumont nos Estados Unidos. Após trabalhar com o marido nos Estados Unidos, os dois resolveram criar sua própria empresa, em 1910, com George A. Magie, surgindo assim a Solax Company, o maior estúdio de cinema antes de Hollywood, sendo Alice a primeira mulher a dirigir um estúdio, ou uma das primeiras.
Estabelecida no Queens, em Nova York, o casal se dedicou a trabalhar em diversas produções. Herbert era diretor de produção e fotografia, enquanto Alice era diretora de muitos dos lançamentos da empresa. Em dois anos, eles prosperaram tanto que conseguiram investir mais de cem mil dólares em um novo e mais moderno estúdio, em Fort Lee, Nova Jersey.
Vários anos depois, Alice e Herbert se divorciaram e com o declínio na indústria cinematográfica na costa leste, que migrava para a costa oeste, estabelecendo as bases da indústria de Hollywood, a parceria entre os dois acabou.

## Pós-Solax
Seu casamento com Herbert pôs um fim à sua parceria com Gaumont e seu trabalho em seu estúdio. Alice deu à luz sua filha Simone, em Nova York, em 1908. Dois anos depois, nasceria seu segundo filho, o que não a parou de trabalhar em pelo menos três filmes por semana. Para focar apenas em roteirizar e dirigir, ela passou a presidência da Solax para Herbert.
Muito se especula se o fim do estúdio se deveu à competição de Herbert com sua esposa e na necessidade de promover a si mesmo às custas do trabalho dela. Alguns estudiosos de cinema argumentam que foram os maus investimentos de Herbert que levaram às dificuldades financeiras da família, obrigando-os a buscar empréstimos junto a bancos para poderem se manter. Um dos requisitos para o investimento era o de tornar Catherine Calvert em uma estrela, mas tão logo ela chegou ao estúdio da Solax, tornou-se amante de Herbert.
O casal tentou manter uma parceria por algum tempo, mas o relacionamento durou pouco. Herbert deixou a esposa e os filhos para tentar carreira em Hollywood com outra atriz. Alice dirigiu seu último filme em 1920, quase morrendo durante a produção devido à gripe. Em 1922, Alice e Herbert estavam oficialmente divorciados, obrigando-a a leiloar seu estúdio devido à falência. Após perder seu estúdio, ela retornou à França e nunca mais dirigiu ou produziu outro filme.
Ela ainda tentaria mais uma vez retomar o trabalho nos Estados Unidos, em 1927, mas não teve sucesso.

## Morte
Alice Guy-Blaché nunca se casou novamente e em 1964 retornou ao Estados Unidos para morar com uma de suas filhas. Em 24 de março de 1968, Alice morreu, aos noventa e quatro anos, enquanto morava em um asilo. Ela foi enterrada no Cemitério Maryrest, em Mahwah, Nova Jersey.

## Memória
No final dos anos 1940, Alice escreveu sua biografia e em 1976 a publicou em francês. Foi traduzida para o inglês em 1986 com a ajuda de sua filha, Simone, e de sua cunhada, Roberta Blaché, com o auxílio do escritor de cinema Anthony Slide. Ela também se preocupava com a inexplicável ausência de seu nome nos registros históricos da indústria do cinema. Esteve em contato constante com vários colegas e historiadores de cinema para corrigir fatos da indústria e de sua carreira. Ela criou listas com seus filmes na esperança de ser devidamente creditada por eles.

## Legado
Alice Guy-Blaché foi a primeira mulher a fazer filmes, sendo a primeira, ou uma das primeiras, a criar filmes com narrativa. Em vinte e quatro anos de carreira dirigindo, roteirizando e produzindo filmes, ela teve mais sucesso do que muitos diretores atuais. De 1896 a 1920, ela dirigiu mais de mil filmes, mas apenas uns trezentos e cinquenta sobreviveram aos dias atuais, sendo vinte e dois deles longa-metragens.
Alice também foi uma das primeiras mulheres, junto de Lois Weber, a ter seu próprio estúdio. Alguns de seus filmes vem sendo recuperados depois do sucesso do documentário Be Natural: The Untold Story of Alice Guy-Blaché. Em 2010, o serviço de arquivo da Academia de Artes Dramáticas restaurou um curta, "The Girl in the Arm-Chair".
O único marco histórico do trabalho de Alice nos Estados Unidos era o estúdio da Solax Company, em Nova Jersey. A comissão de cinema de Fort Lee, em 2008 criou então o "Alice Award", entregue anualmente, em memória de Alice Guy-Blaché. Em 2012, no centenário de fundação da Solax Company, em Fort Lee, a comissão de cinema arrecadou fundos para trocar a lápide de seu túmulo no Cemitério Maryrest. A nova lápide inclui o logo dos estúdios Solax e descreve seu pioneirismo no cinema. O "Golden Door Film Festival" também tem um prêmio em sua homenagem, o "Women in Film-Alice Guy Blache Award".
Em 2011, FLIGHT, produção da Broadway retratou uma visão ficcional da vida de Alice Guy-Blaché. No mesmo ano, a comissão de cinema de Fort Lee entrou com uma petição na Directors Guild of America para aceitar Alice como membro póstumo.

## Filmografia
- La Fée aux choux (A Fada do Repolho; 1896)
- Une nuit agitee (1897)
- Les Cambrioleurs (1897)
- Le Planton Du Colonel (1897)
- Le pêcheur dans le torrent  (1897)
- Leçon de danse  (1897)
- Le cocher de fiacre endormi (1897)
- L'aveugle  (1897)
- Idylle interrompue  (1897)
- En classe  (1897)
- Danse fleur de lotus (1897)
- Coucher d'Yvette (1897)
- Chez le magnétiseur  (1897)
- Ballet libella  (1897)
- Baignade dans le torrent  (1897)
- Au réfectoire  (1897)
- France et Russie  (1897)
- Scène d'escamotage  (1898)
- L'utilité des rayons x  (1898)
- Les farces de Jocko  (1898)
- L'entrée à Jérusalem  (1898)
- Le jardin des oliviers  (1898)
- Leçons de boxe  (1898)
- Le chemin de croix  (1898)
- L'aveugle fin de siècle  (1898)
- La fuite en Égypte  (1898)
- Surprise d'une maison au petit jour  (1898)
- La flagellation  (1898)
- La crèche à Bethléem  (1898)
- La cène  (1898)
- Je vous y prrrrends!  (1898)
- Jésus devant Pilate  (1898)
- Déménagement à la cloche de bois  (1898)
- Un lunch  (1899)
- Transformations  (1899)
- Monnaie de lapin  (1899)
- Mésaventure d'un charbonnier  (1899)
- Le tonnelier  (1899)
- Le tondeur de chiens  (1899)
- Les dangers de l'alcoolisme  (1899)
- Le déjeuner des enfants  (1899)
- Le crucifiement  (1899)
- Le chiffonnier  (1898)
- L'aveugle (1899)
- La résurrection  (1899)
- La mauvaise soupe  (1899)
- La descente de croix  (1899)
- La bonne absinthe  (1899)
- Erreur judiciaire  (1899)
- Danse serpentine par Mme. Bob Walter  (1899)
- Courte échelle  (1899)
- Au cabaret  (1899)
- Valse lente (1900)
- Une rage de dents  (1900)
- Suite de la danse  (1900)
- Saut humidifié de M. Plick  (1900)
- Retour des champs  (1900)
- Pas Japonais (1900)
- Pas du poignard  (1900)
- Pas des éventails (1900)
- Pas de grâce (1900)
- Mort d'Adonis  (1900)
- L'Habanera  (1900)
- Le sang d'Adonis donnant naissance à la rose rouge  (1900)
- Le Polichinelle  (1900)
- Le matelot  (1900)
- Le marchand de coco  (1900)
- Le matelot  (1900)
- Le lapin  (1900)
- Le départ d'Arlequin et de Pierrette (1900)
- Le danse des saisons  (1900)
- L'écossaise  (1900)
- Leçon de danse  (1900)
- Le bébé  (1900)
- La tarentelle  (1900)
- La source  (1900)
- L'arléquine  (1900)
- La reine des jouets  (1900)
- La poupée noire  (1900)
- La petite magicienne  (1900)
- La paysanne (1900)
- L'angélus  (1900)
- La fée aux choux, ou la naissance des enfants  (1900)
- La danse du ventre  (1900)
- Gavotte directoire  (1900)
- Déclaration d'amour  (1900)
- Dans les coulisses  (1900)
- Danse serpentine  (1900)
- Danse du voile  (1900)
- Danse du pas des foulards par des almées (1900)
- Danse du papillon  (1900)
- Dance de l'ivresse  (1900)
- Coucher d'une Parisienne  (1900)
- Chirurgie fin de siècle  (1900)
- Chez le photographe (1900)
- Chez le Maréchal-Ferrant  (1900)
- Chapellerie et charcuterie mécanique  (1900)
- Bataille de boules de neige  (1900)
- Badinage  (1900)
- Avenue de l'opéra  (1900)
- Au bal de Flore  (1900)
- Arrivée de Pierette et Pierrot  (1900)
- Arrivée d'Arléquin  (1900)
- Tel est pris qui croyait prendre  (1901)
- Scène d'ivresse  (1901)
- Scène d'amour  (1901)
- Pas de colombine  (1901)
- Lecture quotidienne  (1901)
- Lavatory moderne  (1901)
- Hussards et grisettes  (1901)
- Frivolité  (1901)
- Danses basques  (1901)
- Charmant froufrou  (1901)
- A Peculiar Cabinet  (1902)
- Trompé mais content (1902)
- Midwife to the Upper Classes  (1902)
- Quadrille réaliste  (1902)
- Pour secouer la salade  (1902)
- Les malabares, acrobats (1902)
- Sage-femme de première classe (First Class Midwife) (1902)
- Les clowns  (1902)
- Les chiens savants  (1902)
- L'équilibriste  (1902)
- Le pommier  (1902)
- Le marchand de ballons  (1902)
- Le lion savant  (1902)
- La première gamelle  (1902)
- La gigue  (1902)
- La fiole enchantée  (1902)
- La dent recalcitrante  (1902)
- La cour des miracles  (1902)
- Intervention malencontreuse  (1902)
- Farces de cuisinière  (1902)
- En faction  (1902)
- Danse mauresque  (1902)
- Danse fantaisiste  (1902)
- Danse excentrique  (1902)
- Bonsoir m'sieurs dames  (1902)
- Fruits de saison  (1902)
- Service précipité  (1903)
- Secours aux naufragés  (1903)
- Répétition dans un cirque  (1903)
- Potage indigeste  (1903)
- Nos bons étudiants  (1903)
- Ne bougeons plus  (1903)
- Modelage express  (1903)
- Lutteurs américains  (1903)
- Le voleur sacrilège  (1903)
- Les surprises de l'affichage  (1903)
- Les braconniers  (1903)
- Les aventures d'un voyageur trop pressé  (1903)
- Les apaches pas veinards  (1903)
- Le liqueur du couvent  (1903)
- Le fiancé ensorcelé  (1903)
- La valise enchantée  (1903)
- La poule fantaisiste  (1903)
- La main du professeur Hamilton ou le roi des dollars  (1903)
- La chasse au cambrioleur  (1903)
- Jocko musicien  (1903)
- Illusionniste renversant  (1903)
- Faust et Méphistophélès  (1903)
- Enlèvement en automobile et mariage précipité  (1903)
- Compagnons de voyage encombrants  (1903)
- Comme on fait son lit on se couche  (1903)
- How Monsieur Takes His Bath  (1903)
- Cake-walk de la pendule  (1903)
- Paris la nuit  (1904)
- L'oiseau envolé  (1904)
- Les enfants du miracle  (1904)
- Les deux rivaux  (1904)
- Le pompon malencontreux  (1904)
- Le crime de la Rue du Temple  (1904)
- L'assassinat du courrier de Lyon  (1904)
- La leçon de pipeau  (1904)
- La gavotte de la reine  (1904)
- Comment on disperse les foules  (1904)
- Après la fête  (1904)
- Pierrot, Murderer  (1904)
- La première cigarette  (1904)
- V'la le rétameur  (1905)
- Viens, poupoule  (1905)
- Valsons  (1905)
- Si ça t'va  (1905)
- Saharet, boléro  (1905)
- Réhabilitation  (1905)
- Polin, l'anatomie du conscrit  (1905)
- Miss Helyett: Air du portrait  (1905)
- Lilas blanc  (1905)
- Dranem Performs 'The True Jiu-Jitsu'  (1905)
- My Quay's Hole  (1905)
- Le tango  (1905)
- Les p'tits pois  (1905)
- Les maçons  (1905)
- Le rire du nègre  (1905)
- Le petit panier  (1905)
- Le petit Grégoire  (1905)
- L'enfant du cordonnier  (1905)
- Le coq dressé de Cook et Rilly  (1905)
- Le boléro cosmopolite  (1905)
- La statue  (1905)
- La polka des trottins  (1905)
- La paimpolaise  (1905)
- La mattchiche  (1905)
- La malagueña et le torero  (1905)
- La fifille à sa mère  (1905)
- La charité du prestidigitateur  (1905)
- Jeune homme et le trottin  (1905)
- Five O'Clock Tea  (1905)
- Être légume  (1905)
- Espagne  (1905)
- Cucurbitacée  (1905)
- Clown, chien et ballon  (1905)
- Chez le dentiste  (1905)
- C'est une ingénue  (1905)
- Cake-walk nègre  (1905)
- Allumeur-Marche (1905)
- À la cabane bambou  (1905)
- Un soulier pour un jambon  (1906)
- Une histoire roulante (1906)
- Une course d'obstacle  (1906)
- Un cas de divorce  (1906)
- Questions indiscrètes  (1906)
- Mireille  (1906)
- The Consequences of Feminism  (1906)
- Le songe du pêcheur  (1906)
- Le Noël de Monsieur le curé  (1906)
- Le fils du garde-chasse  (1906)
- Le cochon de lait  (1906)
- The Birth, the Life and the Death of Christ  (1906)
- La vérité sur l'homme-singe  (1906)
- La hiérarchie dans l'amour  (1906)
- The Irresistible Piano  (1907)
- L'enfant de la barricade  (1907)
- Le ballon dirigeable 'Le patrie'  (1907)
- Fanfan la Tulipe  (1907)
- Une héroïne de quatre ans  (1907)
- One Touch of Nature  (1908)
- The Sergeant's Daughter  (1910)
- A Child's Sacrifice  (1910)
- A Fateful Gift  (1910)
- A Widow and Her Child (1910)
- Her Father's Sin  (1910)
- What Is to Be, Will Be  (1910)
- Lady Betty's Strategy  (1910)
- Two Suits (1910)
- The Pawnshop  (1910)
- The Nightcap  (1911)
- The Girl and the Burglar  (1911)
- A Reporter's Romance  (1911)
- His Best Friend  (1911)
- Ring of Love  (1911)
- Mixed Pets  (1911)
- Corinne in Dollyland  (1911)
- Love's Test  (1911)
- A Costly Pledge  (1911)
- Out of the Arctic  (1911)
- Put Out  (1911)
- Greater Love Hath No Man (1911)
- La Esméralda (1905) (based on the Victor Hugo novel, The Hunchback of Notre Dame)
- A Fool and His Money (1912)
- Algie the Miner (1912)
- Falling Leaves (1912)
- Making an American Citizen (1912)
- A House Divided (1913)
- The Pit and the Pendulum (1913)
- Shadows of the Moulin Rouge (1913)
- Matrimony's Speed Limit (1913)
- The Monster and the Girl (1914)[20]
- The Woman of Mystery (1914)
- The Tigress (1914)
- The Lure (1914)
- My Madonna (1915)
- The Shooting of Dan McGrew (1915)
- The Vampire (1915)
- The Ocean Waif (1916)
- House of Cards (1917)
- Behind the Mask (1917)
- House of Cards (1917)
- A Man and a Woman (1917)
- The Great Adventure (1918)
- A Soul Adrift (1919)
- Vampire (1920)
- Tarnished Reputations (1920)